# Lucius Caecilius Metellus Creticus
Lucius Caecilius Metellus Creticus (Kr. e. 1. század) római politikus, az előkelő, plebeius származású Caecilia gens Metellus-ágának tagja. Származása nem tisztázott, de elképzelhető, hogy Lucius Caecilius Metellus, Kr. e. 68 consuljának fia. Ebben az esetben a nagybátyja volt Quintus Caecilius Metellus Creticus, Kréta szigetének meghódítója.
Életéről keveset tudunk. Kr. e. 49-ben néptribunus volt, és a családi hagyományoknak megfelelően az arisztokratikus optimata párt támogatója volt. Bár megtehette volna, nem menekült el Rómából Caius Julius Caesar közeledtére, sőt minden tőle telhetőt megtett az államkincstár védelmében. Csak akkor hagyta abba a tiltakozást, amikor megölésével fenyegették meg. Ezután elhagyta Rómát, és márciusban Capua városában tartózkodott.
Elképzelhető, hogy azonos azzal a Metellusszal, aki Marcus Antonius ellen harcolt Octavianus ellen, Actiumnál esett fogságba és végül a másik oldalon álló fia könyörögte ki számára a kegyelmet.